# Villa euzona
Villa euzona är en tvåvingeart som först beskrevs av Friedrich Hermann Loew 1869.  Villa euzona ingår i släktet Villa och familjen svävflugor. Inga underarter finns listade i Catalogue of Life.